# Дельта-клітина
Дельта-клітина (δ-клітина або D-клітина) — це клітина, що продукує гормон соматостатин. Дельта-клітини розташовані в шлунку, кишечнику і входять до складу острівців Лангерганса (підшлункова залоза). В острівцях Лангерганса людини дельта-клітини розташовуються переважно всередині острівців, тоді як у тварин знаходяться на периферії. Частка дельта-клітин становить 3-10% серед інших клітин острівців (альфа, бета, РР).
Дельта-клітини містять рецептори холецистокініну типу В (CCKBR), що взаємодіють з гастрином та мускариновий ацетилхоліновий рецептор М3, що взвємодіє з ацетилхоліном. VIP (вазоактивний інтестинальний пептид) посилює виділення соматостатину дельта-клітинами.

## Клінічне значення
Пухлина, що походить з дельта-клітин, класифікується як соматостатинома. H.pylory продукує уреазу, що при контакті з соляною кислотою утворює токсичні для дельта-клітин сполуки амонію, що призводить до загибелі дельта-клітин, і таким чином може призводити до зниження рівня соматостатину. Внаслідок цього підвищується секреція гастрину та соляної кислоти.